# Омар-ага
Омар-ага (*араб. الحاج علي داي; д/н —8 вересня 1817) — 25-й дей Алжиру в 1815—1817 роках. Відомий також як Умар-паша.

## Життєпис
Народився на о. Лесбос, був за походженням греком. Ймовірно разом з батьком перейшов в іслам. В подальшому став яничаром. Служив в Алжирі. 1815 року після повалення дея Мухаммада Хазнаджи став новим правителем Алжиру.
Розпочав нові піратські рейди проти європейських країн. Також вигнав з країни американського консула й оголосив США війну (відома як Друга берберійська війна) у зв'язку з несплатою встановлених щорічних виплат. Щоправда наслідків таке проголошення не мало, оскільки у Середземному морі на той момент не лишилось жодного американського корабля. США в цей час боролися проти Великої Британії, тому бойових дій спочатку не було. Лише 3 березня 1815 року конгрес США схвалив висування до узбережжя Алжиру 10 кораблів під командуванням Стівена Декейтера та Вільяма Бейнбріджа, ветеранів  Першої берберської війни. Ескадра Декейтера відбула у напрямку Середземного моря 20 травня.
Спочатку в районі Гібралтара американці захопили декілька алжирських суден, а потім несподівано атакували саме місто Алжир, де на той час не було флоту. Не маючи змоги пручатися Омар-ага 30 червня 1815 року вимушений був погодитися на укладання мирного договору. За його умовами США повертали Алжиру захоплені судна та близько 500 полонених в обмін на взятих у полон американців і європейців, а також надання американським кораблям вільного проходу. Окрім того, Алжир зобов'язався сплатити 10 тисяч доларів у вигляді компенсації.
Втім після переходу американського флоту до Тунісу дей відмовився від виконання угоди. Проте до того часу в бік Алжиру на виконання рішення Віденського конгресу висунувся спільний англо-голландський флот під командуванням британського адмірала Едварда Пеллью. На початку 1816 року флот прибув до узбережжя Магрибу. Після дев'ятигодинного бомбардування столиці Алжиру, в результаті якого його флот фактично втратив боєздатність, Омар-ага був змушений підписати нову угоду, якому підтверджено алжиро-американський договір, звільнено 3 тис. християн, також дей зобов'язався ніколи не брати у рабство християн.
Натомість дей змусив юдейське населення відбудувати постраждалий Алжир. В результаті було відбудовано місто і порт, споруджено нові батареї, придбано 4 сучасні військові судна. Втім внаслідок поразок від європейців та американців, подальшої поблажливості до християн, Омар-ага втратив авторитет, внаслідок чого 1817 року його було задушено янчиарами. Новим володарем Алжиру став представник янчиар Алі Ходжа.